# Harrachov
Harrachov (in tedesco Harrachsdorf) è una città della Repubblica Ceca facente parte del distretto di Semily, nella regione di Liberec.
È una città a vocazione turistica, stazione sciistica attiva in particolare nello sci nordico; ha ospitato tre edizioni dei Campionati mondiali di volo con gli sci (nel 1983, nel 1992 e nel 2002) e numerose tappe della Coppa del Mondo di combinata nordica e della Coppa del Mondo di salto con gli sci.